# Покатилов, Владимир Александрович
Владимир Александрович Покатилов (род. 8 декабря 1992, Уральск) — казахстанский футболист, защитник клуба «Акжайык».

## Биография
Родился 8 декабря 1992 года в городе Уральске, Казахстан. Его брат-близнец Стас родился на пятнадцать минут раньше. С детства братьев водил на матчи городского чемпионата их дедушка, благодаря ему братья заинтересовались футболом. В возрасте восьми лет они начали заниматься футболом в уральском «Акжайыке».
Футбольную карьеру начал в 2010 году в составе клуба «Акжайык».
В начале 2014 года подписал контракт с клубом «Тобол» Костанай.
В 2015 году перешёл в «Булат-АМТ».

## Достижения
«Акжайык»
- Бронзовый призёр Первой лиги: 2019

## Клубная статистика
| Игровая карьера | Игровая карьера | Игровая карьера | Лига | Лига | Кубок | Кубок | Межд. | Межд. | Др. | Др. |
| --------------- | --------------- | --------------- | ---- | ---- | ----- | ----- | ----- | ----- | --- | --- |
| 2018            | Акжайык         | А               | 13   | 0    | 1     | 0     | —     | —     | —   | —   |
| 2019            | Акжайык         | Б               | 22   | 3    | 2     | 0     | —     | —     | —   | —   |
| 2020            | Акжайык         | Б               | 12   | 1    | —     | —     | —     | —     | —   | —   |
| 2021            | Акжайык         | А               | 10   | 0    | 6     | 0     | —     | —     | —   | —   |
| 2022            | Акжайык         | А               | 3    | 0    | 3     | 0     | —     | —     | —   | —   |
| 2023            | Акжайык         | Б               | 1    | 0    | 1     | 0     | —     | —     | —   | —   |